# 索菲亞·科寧
索菲亞·科寧（英語：Sofia Kenin，1998年11月14日—）是美國職業網球女運動员，2017年轉職業，此前曾參加2014年夏季青年奧林匹克運動會。她的WTA生涯最高單打排名為第4。
2020年澳網，科寧三盤擊敗加比涅·蒙奎露薩拿到生涯首座單打大滿貫冠軍。2020年法網女單決賽科寧輸給斯维亚特克獲得亞軍。
2020年科寧獲得WTA年度最佳選手獎。

## 職業生涯表現(20年法網之後)
2022年克寧因傷病影響雖然開季排名為第12名，但最後年終排名為200名開外坐收。
2023年邁阿密大師賽科寧與比安卡·安德烈斯庫睽違三年再度交手仍苦吞對陣四連敗，但也久違地打入巡迴賽及千分賽的第三輪。

## 外部連結
- 索菲亞·科寧的国际女子网球协会官方資料（英文）
- 索菲亞·科寧的國際網球總會 職業／青少年 官方資料（英文）
- Fed Cup - Player profile - Sofia Kenin (USA)[]